# St. Ursula (Graal-Müritz)
Die St.-Ursula-Kirche ist eine römisch-katholische Kirche in Graal-Müritz und gehört zur katholischen Pfarrei Herz Jesu im pastoralen Raum Rostock.

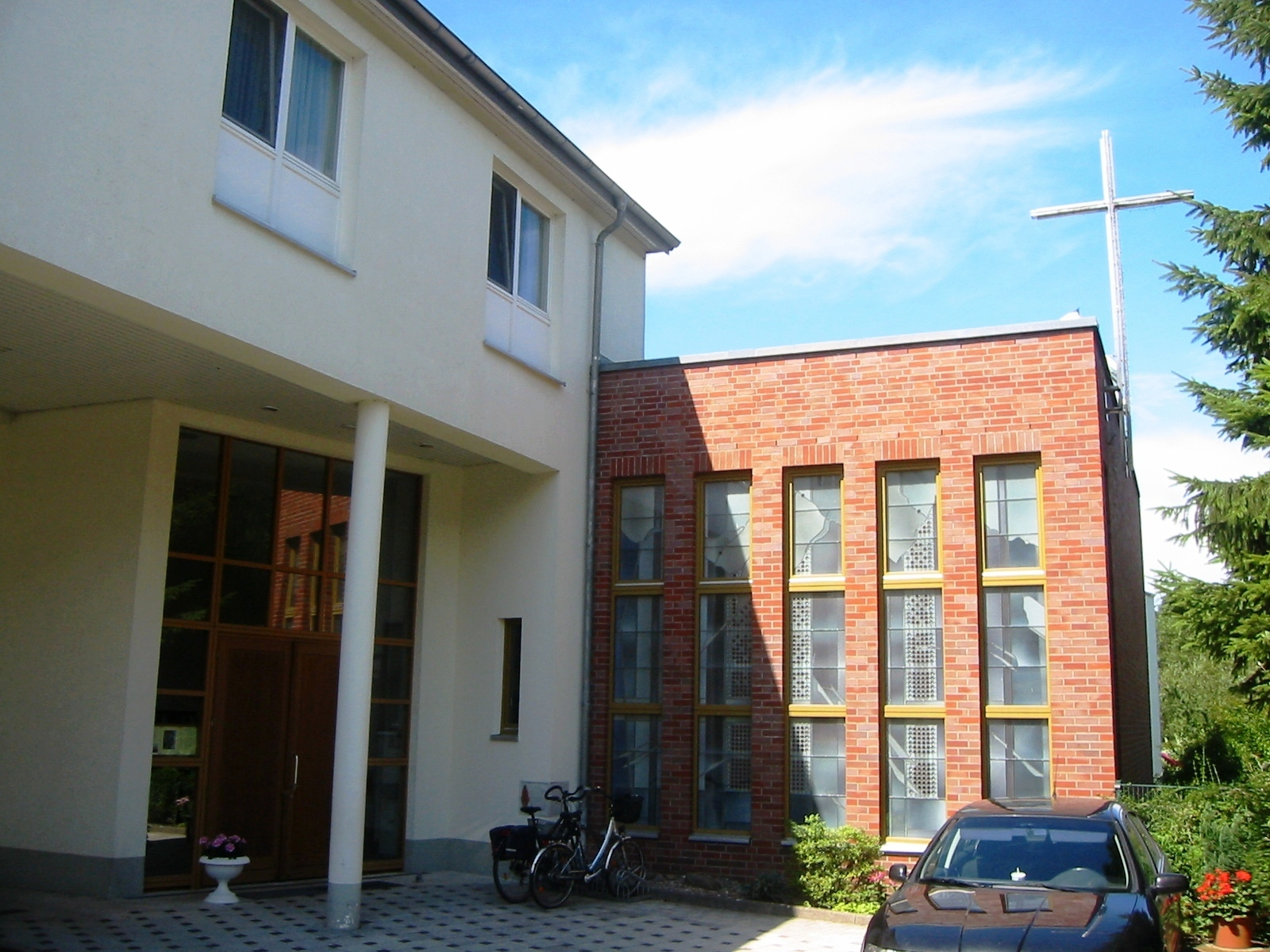
St.-Ursula-Kirche in Graal-Müritz

## Geschichte
Die Kirche ist Teil einer gleichnamigen Familienferienstätte. Diese wurde in den Jahren 1993 bis 1995 durch umfangreiche Abbruch- und Umbauarbeiten sowie einer Entkernung des Hauptgebäudes neu gestaltet. Im Zuge dieser Maßnahmen wurde die Kirche errichtet und am 29. April 1995 geweiht. Die Arbeiten führte das Hamburger Architekturbüro P+R durch.

## Namensgebung

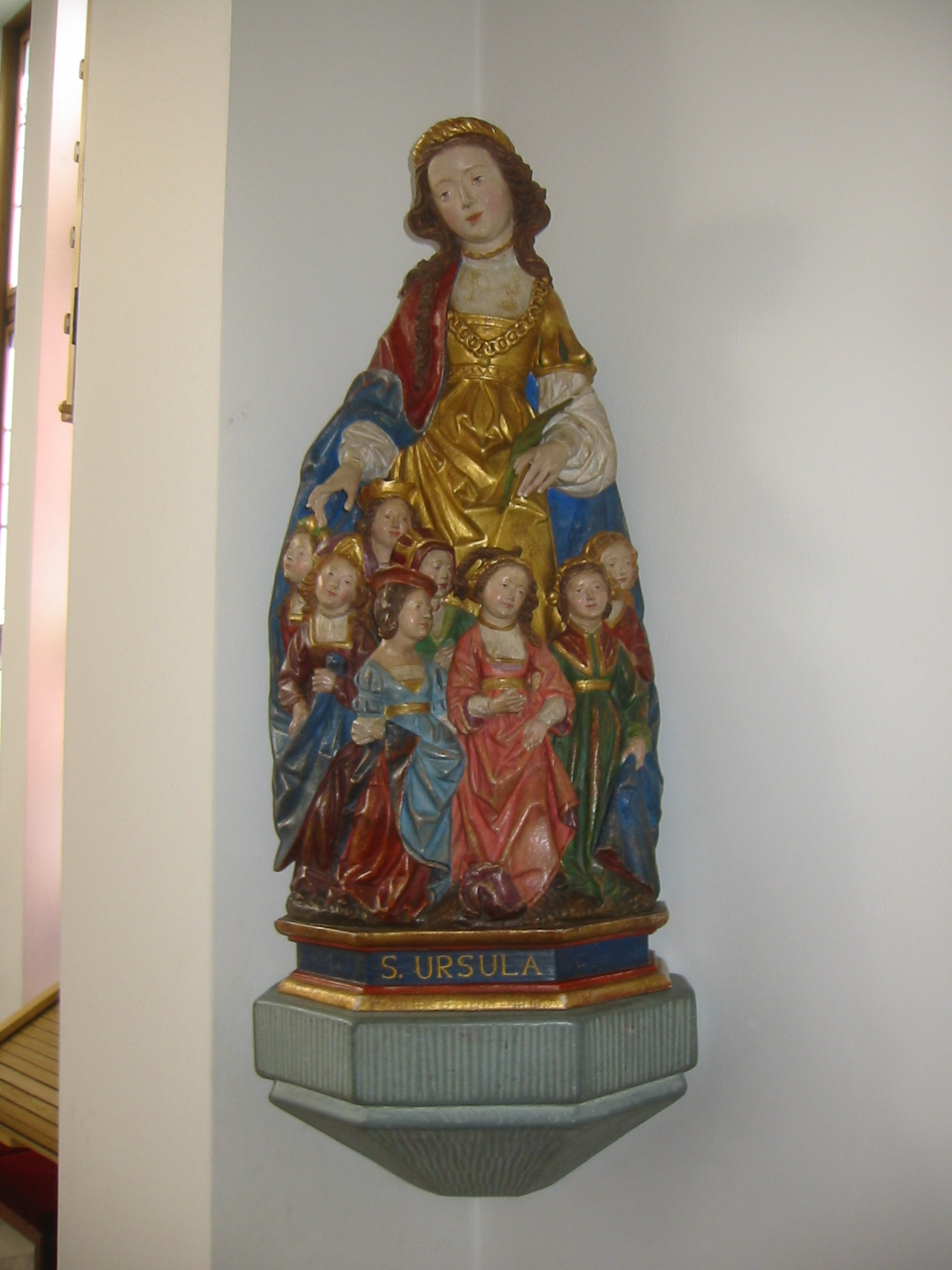
St. Ursula

Die Kirche hat das Patrozinium der Heiligen Ursula von Köln. Der Name erinnert aber auch an Ursula von Mecklenburg, die neunte und letzte Äbtissin des Klarissenklosters in Ribnitz.

## Einrichtung und Ausgestaltung
Die Inneneinrichtung wurde vom Berliner Bildhauer Paul Brandenburg entworfen. Für ihn war es der erste Auftrag in den neuen Bundesländern. Er gestaltete den Ambo, den Altarblock, das Kreuz sowie das Tabernakel.
Auffällig ist die schräge Rückwand der Kirche, die baulichen Gegebenheiten geschuldet ist. Brandenburg war der Auffassung, dass Ästhetik in einem sakralen Gebäude hinter den „Notwendigkeiten des gottesdienstlichen Handelns“ zurücktreten müsse. An den Stellen, an denen Licht von oben in ein Gebäude eintrete, zeigten sich Winkelverschiebungen am deutlichsten. Brandenburg begann daher bei der Gestaltung mit den Stufen, anschließend mit dem Altar: „Der Altar sieht jetzt so aus, als wäre alles Schiefe logisch auf ihn hin angeordnet.“. Er wählte weiterhin eine zurückhaltende Symbolsprache, weil nicht nur die Schwestern des Klosters die Kirche nutzen sollten, sondern auch Touristen, die nach seiner Auffassung diese Form der „Sprache“ möglicherweise nicht verstehen würden.
Aus dem Ambo-Block sticht eine Flamme als Zeichen für das Evangelium hervor. Damit soll die Welt mit dem Feuer Jesu Christi erfüllt werden. Für Brandenburg ist dies ein wichtiger Platz als „Tisch des Wortes neben dem Tisch des Brotes – dem Altar“. Dieser steht im Mittelpunkt des Raumes und enthält einige Reliquien. Er wurde aus einem einzigen Stück grünen Anröchter Stein gearbeitet. Unterhalb der Altarplatte befindet sich ein Wellenband, welches die gesamte Platte umschließt und den Block hinunterfließt. Brandenburg will damit auf die religiöse Symbolik des Wassers in allen Weltreligionen hindeuten. Er nimmt dazu Anleihen aus der Bibel, die den Propheten Ezechiel wie folgt zitiert: „Ich sah: Aus dem Altar strömte Wasser des Lebens“ (Ez. 47,1). In den Altartisch sind fünf Kreuze eingeschlagen, die auf die fünf Wundmale Christi hinweisen sollen. Im Kreuz wird das Motiv der aufgehenden Ostersonne aufgenommen, welche hinter dem Kreuz zu strahlen beginnt. Brandenburg gab hierzu an: „Die Leute sind die Senkrechte gewohnt. Hier aber ist es ein Quadrat. Steine zentrieren, bringen etwas auf den Punkt – das ist der Christuskorpus“. Die Sonne ist auch im Tabernakel erkennbar. Sie greift die Sonnenstrahlen auf, die durch die farbig gestalteten Fenster auf das Tabernakel fallen.
An der linken Wandseite ist ein Kreuzweg mit den traditionellen 14 Stationen angebracht.
Die Bleiglasfenster wurden 1994 vom Nettetaler Künstler Johannes Beeck entworfen. Er schuf in der Altarzone acht hochrechteckige Fenster, die Teil einer Gesamtkomposition sind. Die beiden äußeren Fenster sind von einem blauen Streifen gerahmt, der sich links und rechts sowie in der Sockelzone wiederfindet. Dieser ist in den beiden seitlichen Fenstern hell- und dunkelblau eingefärbt. Vor dem grauen Untergrund wechseln sich rote und violette Streifen in unterschiedlicher Breite ab, die nach unten hin durch den blauen Sockel begrenzt sind. In den Zwischenräumen wurden weiße und rote Glasprismen an Bleiruten aufgefädelt, die sich nach oben hin in organische, opakweiße Formen auflösen. Innerhalb dieser Formen finden sich einzelne Bleiruten mit roten Glasprismen. Durch diese Gestaltung entsteht beim Betrachter der Eindruck eines weichen Übergangs zwischen den einzelnen Bereichen des Fensters.